# Народна скупштина Краљевине СХС 1925.
Ванредни сазив Народне скупштине Краљевине Срба, Хрвата и Словенаца за 1925. годину је одржан од 7. марта до 19. октобра.

## Ванредни сазив за 1925.
Влада Националног блока Пашић—Прибићевић, одмах по доласку на власт, предузела је енергичне мере према воћству Хрватске републиканске сељачке странке на тај начин што је извршила многобројна хапшења њених првака. Ухапшен је био и сам вођа те странке Стјепан Радић, по повратку из Москве, где је радио на томе да Хрватска републиканска сељачка странка уђе y чланство Сељачке интернационале. Изборна борба била је, као никада пре, оштра и упорна; налазило се да је Стјепан Радић, ступајући y Сељачку интернационалу, Хрватску републиканску сељачку странку превео на комунистички терен; мере које су предузимане оправдаване су потребом да се та акција Стјепана Радића онемогући.
Избори су извршени 8. фебруара 1925. Бирано је 315 народних посланика, a поднесено је 410 кандидатских листа. Странке Националног блока добиле су 163 посланичка мандата, док су опозиционе странке добиле 152 мандата. Народна радикална странка добила је 702.573 гласа и 142 мандата, Самостална демократска странка 117.953 гласа и 21 мандат, заједничке листе Националног блока добиле су сем тога 210.843 гласа, Хрватска Републиканска сељачка странка добила је 545.466 гласова и 67 мандата, Демократска странка 279.686 гласова и 37 мандата, Словенска људска странка са Хрватском пучком странком 123.813 гласова и 20 мандата, Југословенска муслиманска организација 132.246 гласова и 15 мандата, Земљорадничка странка 130.582 гласа и 4 мандата, Немачка странка 45.172 гласа и 5 мандата, Црногорски федералистички блок 8.873 гласа и 3 мандата, и Самостална кметијска странка 1 посланички мандат. Остале странке, међу којима Независна радничка партија са 16.335 гласова, Социјалистичка партија са 23.457 гласова, Мађарска странка са 11.059 гласова, Републиканска странка са 20.338 гласова, Турска странка са 14.998 гласова, Српска странка са 6.186 гласова, нису добиле ни један посланички мандат.
7. марта 1925. одржан је први претходни састанак новоизабране Народне скупштине. Извршена је предаја посланичких пуномоћја које је примао најстарији посланик по годинама и привремени председник Арса Лазић. По томе је саопштен акт Државног одбора о избору народних посланика. Када је и тај посао био завршен, Скупштини је саопштено писмо похапшених чланова воћства Хрватске републиканске сељачке странке који су били изабрани за народне посланике, др. Влатка Мачека, Јосипа Предавца, др. Јураја Крњевића, др. Стјепана Кошутића и Августа Кошутића, којим изјављују да им је против њихове воље немогуће доћи да присуствују првом састанку Народне скупштине, јер су протузаконито лишени слободе и налазе се заточени y редарственој касарни y Загребу. Иако је судским путем, каже се y томе акту, било утврђено да је лишење слободе које је извршено било незаконито, полиција је учинила акт насиља, проводећи своју вољу. Посланици траже да најстарији по годинама народни посланик који буде председавао првом претходном састанку Народне скупштине својом председничком влашћу учини што треба „…да се ово безакоње сврши, и да будемо пуштени на слободу, како би могли доћи y Народну скупштину, па нека до тада обустави сваки почетак рада новоизабране Народне скупштине.”
Привремени председник Арса Лазић, после саопштења тога акта, одмах је закључио седницу тражећи од владе да на основу Устава и пословника пусти посланике и омогући им да присуствују седницама Народне скупштине. Да би влада могла то да изврши председник је изјавио да седницу закључује, a идућу ће заказати писменим путем, када спречени посланици дођу y Скупштину. Опозициони посланици напустили су скупштивску дворану, али су странке Националног блока наставиле рад, изабравши другог по годинама најстаријег посланика Стеву Обрадовића за привременог председника. На крају седнице за привременог председника био је изабран др. Нико Суботић, и он је водио скупштинске седнице за све време дуготрајне дискусије о извештају Верификационог одбора.
Изабран је затим Верификациони одбор који је поднео два извештаја: извештај већине предлагао је да се мандати чланова Хрватске републиканске сељачке странке пониште пошто они, на основу материјала којим је одбор располагао и на основу Закона о заштити јавне безбедности и поретка y држави, не могу бити народни посланици, и извештај мањине којим је предлагано да се сви мандати верификују. Оба извештаја базирана су на многобројним доказима тако, да је само извештај одборске мањине износио 64 странице великога кварт-формата Стенографских бележака.
26. марта извршен је избор сталног скупштинског часништва па је за председника Народне скупштине био изабран Марко Трифковић, за I потпредседника Никола Узуновић, за II потпредседника др. Иван Палечек, a за секретаре били су изабрани Стјепо Кобаоица, Томо Поповић, Стојадин Павловић и Ђорђе Бранковић.
Дискусију о извештају Верификационог одбора, која је дуго трајала отворио је Љубомир Давидовић, шеф Демократске странке. Давидовић је том приликом прочитао и изјаву новоформираног „блока народног споразума и сељачке демократије", који су блок као заједничко парламентарно тело образовале Југословенска демократска, Словенска људска, Југословенска муслиманска и Хрватска републиканска сељачка странка. Последњи избори, казао је Давидовић, извршени су y знаку „за споразум" и „против споразума". Новоосновани блок који за базу узима декларацију владе Љубомира Давидовића из 1924, биће стална политичка заједница и иступати као целина y свима питањима y којима се ради о скупној политици те заједнице. Основа политичког рада састоји се из програмских начела, која су већ била делимично објављена y саопштењу председништва Хрватске сељачке републиканске странке од 24. септембра 1924. То су ова начела:
- 1 Странке блока, стојећи на начелу равноправности Срба, Хрвата и Словенаца, сложне су y томе да је држава Срба, Хрвата и Словенаца једна целина чије су границе неповредне, a чије се дефинитивно унутрашње уређење има извести слободним народним споразумом Срба, Хрвата и Словенаца према даље изложеним начелима;
- 2 Дефинитивно извођење народног споразума нормалним законодавним путем и на основи демократске владавине без икаквих унутрашњих потреса и без слабљења нашег међународног положаја, најпотпуније је могуће само са парламентарном монархијом енглеског типа, a заснованом и израженом y народној суверености;
- 3 Наша држава има да буде сељачка демократија, уређена по систему self government-a, од општине па све до парламента;
- 4 Надлежност заједничког парламента и других представничких тела, као и положај и односно њима одговорних органа, одредиће се Уставом;.
- 5 Блок y целини и поједине странке y њему сложне су с тим, да је њихова политика потпуно самостална и опредељена једино вољом народа и народним интересима, па стога остаје и y будуће слободна и независна од сваке обавезе према иностранству, — и то тако да народни интереси буду y складу са идеалом човечности и општом међународном тежњом за трајним миром;
- 6 Блок искључује диктатуру сваке врсте, стоји y политици на начелу народног споразума и сељачке демократије, a y привредним питањима на начелу сталешког споразума и сарадње;
- 7 Блок ће изводити све потребне друштвене реформе, и то стојећи на начелу одржавања приватне својине, која треба да се уређује y духу социјалне правде и y смислу социјалне дужности. Привредни живот нашег народа, нарочито сељачког, има се развијати на задружним начелима.”

Први део верификационе дебате завршен је тиме што је Народиа скупштина примила извештај већине која је предложила да се један део посланичких мандата Хрватске републиканске сељачке странке оснажи, и то само за оне посланике који нису били чланови Главног одбора ХРСС y времену када је она приступила Сељачкој интернационали y Москви, док је предлог мањине која је припадала блоку народног споразума ишао за тим да се сви мандати пониште пошто су избори извршени „у знаку насиља и илегално", па да се изврше нови избори на којима. би народна воља могла да дође до изражаја.
За све време дискусије о оспореним мандатима рад Народне скупштине текао је y тешкој атмосфери. На седници од 25. марта узео је реч Драгутин-Карло Ковачевић, члан воћства ХРСС, и он је био први говорник те странке који се појавио на говорничкој трибини y Народној скупштини.
„…Ево након годину дана, откако смо овде, ви се спремате да нас избаците"... казао је Ковачевић. „…Ми нећемо сами одавде ићи, из овога парламента, јер бисте казали да нећемо сарађивати с вама на изградњи ове наше државе, него чекамо да нас ви избаците… Онда ћете носити сву одговорност за то, и одговорност за последице које из тога настану.”
Други говорник Хрватске сељачке републиканске странке Стјепан Уројић говорио је: „…Кад ми долазимо са оваком науком, и када увек истичемо мир и пацифизам, онда ми нисмо револуционарци, него еволуционарци, и онда, када ми дођемо до тога да сељак буде свој господар, и y своме дому и y својој општини и жупанији и домовини, онда је то република, без обзира на форму владавине…”
На скупштинској седници одржаној 27. марта 1925, реч је узео Павле Радић, председник Хрватског сељачкаг посланичког клуба и y једном великом и дугом говору објаснио став Хрватске сељачке републиканске странке по свим питањима која су покретана било y току дискусије о оспореним мандатима, било да су интересовала најширу јавност. Тај говор унео је много више светлости у сва спорна питања, па се сматра да је после њега и после става који је заузела Хрватска сељачка странка. одричући се републиканског начела, отпочела стварна и стална парламентарна сарадња те странке y Народној скупштини.
Говорећи y име посланичког клуба коме је припадао, y име Хрватске сељачке странке и њеног председника Стјепана Радића. који се y то време још налазио под судском истрагом ради пута y Москву, па напослетку и y име своје, Павле Радић је казао да народ, који шаље посланике y Скупштину тражи од њих рад. Све ово што се ради овде не би имало никакве сврхе ако посланици не би имали стрпљења да саcушају један другога. Није доста да „бугаримо” толико на томе колико је велика несрећа што смо вековима били раздвојени и што смо раздвојени. Ми смо дужни поправити зло, помагати, дотеривати и усавршавати. „Услед ненепознавања може се догодити да човеку са најбољим намерама добаце да је Аустријанац. Човека то боли, и мени није лако ако ми кажу да сам Аустријанац.” „Ја сам ћутао и био сам Југословен, када је то било врло опасно. Данас је сваки Чифутин већи Југословен y овој земљи него што сам ја.”
Павле Радић је затим изложио начела, рад и еволуцију Хрватске сељачке странке, док је она ухватила корена y масама.
„И наше се читаво политичко назирање развијало y томе правцу да се бранимо од онога државног органа који хоће да нас удави, и да нам отме оно што смо сматрали да нам је неопходно за наш народни опстанак. Ми смо кроз тисуће година, ми Хрвати, сачували нашу државност y оноликој мери y колико је то било нужно да наш хрватски народ остане сигурно и трајно на нашој територији, и ви видите да смо ми свој териториј сачували и да је то један велики моменат за оне који нам сваки час кажу: ми смо вас ослободили... Ја нећу да омаловажавам жртве српскога народа, нарочито српскога сељака, и ми велику част одајемо онима који су гинули за домовину.... Али сматрам да је неукусно да нам сваки, a често и онај који није вредан, то пребацује и ставља прекоре, као да смо ми били не знам какво африканско племе, које није имало људског живљења...
„Ако је реч о ослобођењу, онда се морамо тачно разумети од чега смо ослобођеии. Ослобођени смо од туђинске власти, од могућности да y будуће не можемо живети својим народним духом, али то не значи да ми тамо нисмо имали никакав живот, и да се с нама може поступати како се хоће. Ми смо тамо ипак живели као људи, имали смо становито минимално осигурање, имали смо аутономно судство. просвету и своју власт, управу. и један део финансија, дакле нисмо били једноставно робље, како нам се обично добацује. Ми политички нисмо значили оно што је y мећународној заједници значило једну самосталну државу... То нас је наравно, болело, и сви смо увек тежили и желели да постигнемо своју политичку самосталност.
„Г. Пашић каже да не ваља да идемо y маглу, али ми смо још и данас y магли. Настојање је моје да покажем, како можемо из ове магле изаћи на светлост. Нама треба светло. Нама није свеједно шта ће бити y овој земљи. Ми нећемо овде да будемо quantité négligeable, ми хоћемо да имамо свој удео, да будемо творци ове државе. Хоћемо да будемо равноправни чланови, да суодлучујемо, јер је наш народ тако политички зрео, да не може бити сматран за грађанина другог реда, нити се то може подносити.
„Зато, господо, читаво наше наступање од онога времена па даље ишло је за тим да се маркирају они политички акти који су via facti учињени, створени без формалног питања хрватског народа, и без обзира на оне закључке и Хрватског сабора и других тела који су дали могућност и оправдања тим актима. Ми смо људи озбиљни, и не желимо рекриминирати о стварима које се не даду поправити онако како су онда биле. Ми то констатујемо само као један разлог, као један докуменат, да нисмо ми без разлога били незадовољни, и да је наша опозиција која је иначе позната — ко позна карактер хрватског народа, као што је природа код нас, — ми смо по нарави својој вечити протестанти, јер против кривице спремно протестујемо —живели смо y вечној борби против насиља и силе, и зато смо се опирали и y тој ствари. A гледе тога уједињења итд., наглаоили смо да се не може мимоићи фактичко извршење закључака Хрватског сабора, и да се не може све то спроводити без питања хрватског народа.
„Међутим, овде лојално изјављујем, ми никако не осећамо свој положај y Београду онакав исти, као што је био наш положај y Пешти. То се апсолутно не да присподобити, јер ми смо овде код куће. Ми смо овде међу својима, и ако немамо y први мах онолико разумевања, колико треба и колико очекујемо, то не значи да га неће бити сутра, a нарочито чим више продре спознаја до народа, као што је y Србији већ јењало с тим „ми смо вас ослободили". Фактично тога има мање, a код нас је то тако — извините — толико нам је додијало, и сваки час смо слушали до уморности, a заборавило се коју је улогу одиграо хрватски народ за спровођење тога уједињења. Он је заједнички, кроз стотине година, чувајући сваки педаљ земље и сваку литицу, кад су преко њега прохујали кроз векове сви могући душмани и непријатељи, он је тамо остао и сачувао тај териториј, ту домовину. Да ли би без тога могло доћи до овога уједињења? Питам вас, браћо, за што би се ви борили, да ми нисмо оно сачували? И зато, кад се уважава једно, не сме се омаловажавати друго, него треба поштовати народ као целину, као једну суверену јединицу, која по своме праву самоодлуке има да каже своју реч, и ми, јер смо дефинитивно с тиме помирени да је за егзистенцију хрватског народа једина солуција y овим границама које су данас, ми хоћемо: да гледе нашег унутрашњег уређења имамо могућности и прилике да оно, што је била идеја нашег самоопредељења, да то дође до израза y тој једнакоправности, y томе братском споразумевању и уређивању државе унутра.
„Говорио сам отворено y чему је наше републиканство, да нам није до форме, него да нам је до садржаја; да ми нећемо да вређамо с тиме сентименат и осећања српског народа, који нам је брат, и y колико видимо, да је то његово схватање и уверење, да ћемо се ми тиме лако помирити, да нам је стало до стварности и до народне суверености и потпуног парламентарног режима. Ми смо за споразум, нисмо за хегемонију… Данас фактички овде постоји Видовдански устав, то је факат политички, са династијом Карађорђевића на челу, факат који безусловно признајемо и с којим смо се ми сасвим сложили… A што се тиче народног јединства ми, велим вам отворено, ми сматрамо да смо ми троје, који хоћемо и треба да заједно живимо, јер y међународном погледу смо немогући сваки сами за себе… Ми то јединство, које се хоће створити преко ноћи, не можемо одобрити зато, јер је оно неприродно, јер, док постоји политичка свест народа хрватског посебно, и српског народа посебно, онда је то политички факат с којим политички људи морају рачунати.”
При крају свога говора Павле Радић je y име Хрватскаг сељачког клуба y Народној скупштини, y име своје и y име Стјепана Радића, као његов заменик, те y име воћства Хрватске сељачке странке дао следећу изјаву.
„Признајемо свеукупно политичко стање, како је данас по Видовданском уставу, са династијом Карађорђевића на челу, и то водећи рачуна о провођењу позитивне политаке, y смислу јасно изражене воље хрватског народа, три пут редом на проведеним изборима гледом на политичке чињенице и свеукупно политичко уређење као што је данас. Исправак тих чињеница и тога уређења, што га по својој вољи и по савести не можемо одобрити, има бити предмет ревизије Устава, дотично народног споразума народа српског, хрватског и словеначког.
„Ми се нисмо никада борили против ове наше државе, и њених интереса… Не бојимо се приговора да смо капитулирали, — јер, уосталом, ми волимо овако, па макар и изгледало да смо пред братом и попустили, јер попустили смо брату, српском народу, и нашој заједничкој будућности. Волимо тако него да ce, опет, поврате односи y којима нас је y својим канџама држала једна страховита туђа сила, коју су са највећим напором обориле велике западне демократије, a која победа, да није било моћних и дивовских напора Србије и мученичког српског сељачког народа, не би била свршила готово потпуним уједињењем и ослобођењем народа хрватског.
„Зато заједничке наше државне границе сматрамо народним хрватским границама y којима хрватски народ брани своју егзистенцију, и по своме програму и по своме схватању бранићемо их до краја.”
Напослетку је Павле Радић објаснио што је било потребно да се зна поводом ступања Хрватске сељачке странке y Сељачку интернационалу y Москви, и одбио да је при томе било икаквих комунистичких тенденција. Борба, казао је Павле Радић, коју је водила ХСС, била је идејна борба, далеко од комунизма и комунистичких тенденција.
Говор Павла Радића унео је потребну светлост y став Хрватске сељачке странке и омогућио да се питање оснажења посланичких мандата Хрватске сељачке странке изврши одмах бар делимично, па је Народна скупштина прихватила предлог Верификационог одбора да се оснаже мандати чланова ХСС који нису били функционери Главног одбора те странке y часу када је она сгупила y Сељачку интернационалу, да се пониште мандати Стјепана Радића и петорице чланова ужег воћства ХСС, a да се за остале посланике који су били чланови воћства y времену ступања ХСС y Сељачку интернационалу путем једне скулштинске анкете утврди, да ли су и y колико учествовали y одлуци поводом ступања y поменуту интернационалу. На место чланова воћства чији су мандати били поништени, Народна скупштина позвала је за посланике њихове заменике, a по предлогу Љубомира Давидовића и другова одлучено је да се одмах изабере анкетни одбор од 11 чланова који је имао да испита околности под којима је извршено ступање y Сељачку интернационалу и поднесе свој извештај Народној скупштини. У тај одбор изабрани су др. Никола Суботић, др. Лазар Марковић, др. Драгутин Којић, др. Срђан Будисављевић, Милан Симоновић, др. Јован Радивојевић, Бора Миловановић, др. Грга Анђелиновић, др. Бењамин Шуперина и Драгутин Пећић. По завршеном раду анкетног одбора, Скупштина је оснажила све анкетиране мандате.
Кад се прешло на законодавни рад, Народна скупштина расправљала је и једну оптужбу коју су Љуба Михајловић и другови, на основу закона о министарској одговорности, поднели против министра правде др. Еде Лукинића, поводом скидања секвестра са имања Турн Таксис. Нешто доцније изабран је и истражни одбор коме је стављено y дужност да испита све што је y вези са овом афером, a после више месеци и одлагања да се ствар прецизно иопита, др. Лукинић је био решен од оптужбе.
После декларације Павла Радића y Народној скупштини, y групама Националног блока наступило је размимоилажење y основним гледиштима на даље вођење државне политике. Док је група самосталних демократа одбијала сваку могућност сарадње са Хрватском сељачком странком, радикали су иалазили да би та сарадња била не само могућа него и врло корисна. Отпочели су, после тога, преговори између Народне радикалне и Хрватске сељачке странке, који су завршени потписивањем једног протокола („Марков протокол"), којим је била зајемчена сарадња тих двеју најјачих политичких група y Народној скупштини. Одмах затим влада Националног блока која је спровела изборе поднела је оставку, a нову владу заједно са представницима Хрватске сељачке странке образовао је 18. јула 1925 поново Никола Пашић. Од представника ХСС y ту владу ушли су Павле Радић, Иван Крајач, Бењамин Шуперина и др. Никола Никић. Блок народног споразума и сељачке демократије„ уласком представника ХСС y владу Николе Пашића, престао је да функционише.
Нова влада појавила се пред Народном скупштином 21. јула 1925. са декларацијом коју је y име Пашића који је био одсутан, прочитао министар правде Марко Ђуричић, један од твораца „Маркова протокола".
„Састав ове владе", каже се y владиној декларацији, „резултат је споразума постигнутог између двеју најјачих парламентарних група, Народне радикалне и Хрватске сељачке странке, које представљају велику већину народа. При закључењу овога споразума констатовано је да се обе странке налазе на потпуно једнаком гледишту y погледу основа наше државе, што сведочи и изјава воћства ХСС y Народној скупштини од 27. марта о. г. и даљи рад ове странке.
„Овако образована влада сложна је y свима погледима на рад око уређења државе. Влада је решена да уложи све своје напоре да се рационално, организовано и паметно искористе неисцрпне снаге нашег народа и велика природна богатства наше земље. Да би се обезбедила одбрана државе, влада сматра да праве потребе војничке моћи земље.
„Влада ће се y томе циљу старати о интегралном примењивању Устава y држави и о извођењу његовом применом донесених садашњих и доношењем нових закона, који потпуно гарантују равноправност Срба, Хрвата и Словенаца, y свим подручјима народног и државног живота. Ова примена Устава има бити изведена y свима његовим одредбама и на целокупном територију Краљевине Срба, Хрвата и Словенаца, без икаквих изузетака, онако како Уегав предвиђа за јединствену Краљевину.
„Велике жртве и заслуге за велико дело уједињења дају нашем намученом народу право на дуг период мира и спокојног живота, a никад нису били бољи изгледи да му се такав живот обезбеди но сада. Јер, после учињених декларација y Народној скупштини од стране воћства ХСС, диктованих стеченим искуством, може се рећи да су ова два дела y ствари једног народа, која су много столећа под туђинском влашћу била растављена, сада не само по самом факту, него и уверењем и осећањима, под једним кровом, који ће зарад општег добра заједно и хтети и умети чувати и бранити од непријатеља.”

### Донети закони
До 19. октобра 1925, када је овај ванредан сазив закључен читањем указа Народна скупштина донела је следеће законе: закон о пољопривредном кредиту; буџетске дванаестине за месеце април, мај и јуни 1925; закон о народном признању Краљу Петру Великом Ослободиоцу; * закона о ратној штети; буџетске дванаестине за месеце: јули, август, септембар и октобар 1925; закон о промени територијалне надлежности котарског суда y Зворнику, Бијељини и Брчком; закон о признању заслужнима за отаџбину; и закон о штампи.